# Херес, Лус Мария
Лус Мария Херес (исп. Luz Maria Jerez; 5 июля 1958, Сан-Мигель-де-Альенде, Гуанахуато, Мексика) — известная мексиканская актриса театра и кино.

## Биография
Родилась 5 июля 1958 года в Сан-Мигель-де-Альенде. Дебютировала в 1980 году в качестве театральной актрисы, а в 1981 году в кинематографе в телесериале Мы, женщины и с тех пор снялась в 64 работах в кино и телесериалах, а также 19 театральных постановок. С середины 1980-х годов разработала прочную кинокарьеру, снимавшись в фильмах, телесериалах и играя в театре. Знаковым для актрисы оказался 1985 год, когда её пригласил продюсер Эрнесто Алонсо в культовый телесериал Никто кроме тебя, где ей доверили заглавную ведущую роль — роль Марты Саманьего, родной сестры Ракель Саманьего, которая сыграла величайшая Лусия Мендес. От этой работы актриса получила сполна — во-первых мировое признание, т.е телесериал был продан во многие страны мира, во-вторых заветную премию TVyNovelas и в третьих — широкую известность на родине, после чего её стали приглашать наперебой. Спустя годы она завоевала ещё одну премию — Bravo.

## Фильмография

### Телесериалы

#### Свыше 2-х сезонов
- 2008-н. в. — Женщины-убийцы (3 сезона) — Клара Фернандес.
- 2008-н. в. — Роза Гваделупе (6 сезонов) — Тереса.
- 2011-н. в. — Как говорится (6 сезонов) — Наталия.

#### Televisa
- 1981 — Мы, женщины — Лусила.
- 1985 — Никто кроме тебя — Марта Саманьего.
- 1986 — Хитрость — Аманда.
- 1986-90 — Отмеченное время
- 1987 — Как мы — Беатрис.
- 1990 —
  - В лезвие смерти — Ирис.
  - Я покупаю эту женщину — Урсула.
- 1992 — Треугольник — Мариана.

## Театральные работы
- 1981 — Еретик
- 1984 — Каждый сам за себя, кто может
- 1994 — Игры общества
- 2000 — Разногласия
- 2002 — Дом Бернарда Альбы
- 2004 — Ловушка смерти
- 2005 — Мужчины
- 2009 — Любитель в меру